# 에스텔 파슨스
에스텔 파슨스(Estelle Parsons, 1927년 11월 20일 ~ )는 미국의 배우이다. 《우리에게 내일은 없다》(1967)로 1968년 제40회 아카데미상에서 여우조연상 수상하였으며, 《레이첼 레이첼》(1968)로 다시 같은 부문 후보에 지명되었다. 토니상에 다섯 차례 후보로 올랐으며, 2004년 미국 극장 명예의 전당(American Theater Hall of Fame)에 헌액되었다.

## 출연 작품

### 영화
- 우리에게 내일은 없다 (1967)
- 레이첼 레이첼 (1968)
- 폭소 대탈출 (1969)
- 사랑의 곡예 (1970)
- 아버지의 노래 (1970)
- 두 사람 (1973)
- 포어 플레이 (1975)
- 딕 트레이시 (1990)
- 보이즈 온 더 사이드 (1995)
- 뉴욕 광시곡 (1996)

### 텔레비전
- 로잔느 아줌마 (1989-97, 2018)
- 인사이드 디 액터스 스튜디오 (1994) - 본인
- 천사의 손길 (1997)
- 로앤오더: 성범죄 전담반 (2002)
- 프레이저 (2004)
- 굿 와이프 (2013)
- 그레이스 앤 프랭키 (2016-19)